# Morfogénesis de los nódulos radiculares en leguminosas
En condiciones de nitrógeno limitado, la asociación simbiótica entre leguminosas y bacterias (Rizobios) permite a la planta obtener nitrógeno para la elaboración de proteínas, mientras que la bacteria obtiene carbohidratos y moléculas necesarias para continuar la fijación de nitrógeno (1). Esta asociación se da gracias a la formación de nuevos órganos en la planta: los nódulos radiculares. El desarrollo de estas estructuras requiere de la activación de genes y señales químicas tanto por el lado de la planta, como por parte de la bacteria para que haya un encuentro entre los dos organismos y posterior formación de los órganos (1).

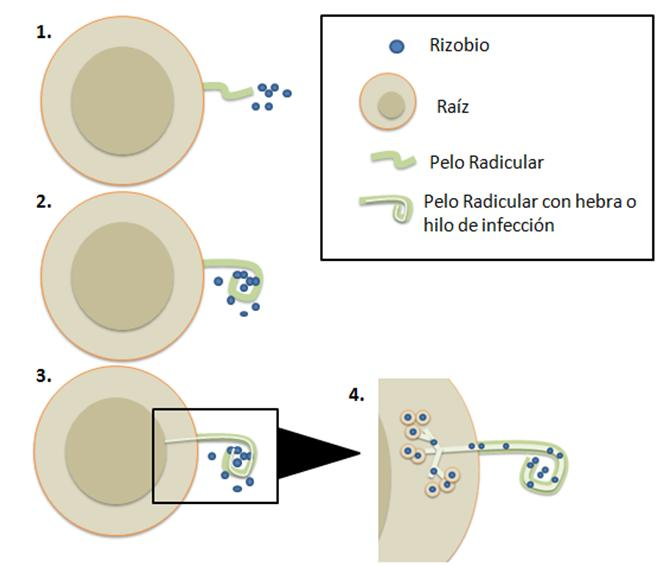
Desarrollo del nódulo radicular

1.Los Rizobios son atraídos hacia las plantas que infectarán por los exudados radiculares (Quimiotaxis). Estos exudados contienen azúcares, amino-ácidos y otros nutrientes (2), no obstante, se ha encontrado que los Rizobios son especialmente sensibles a las concentraciones de Flavonoides liberados por las raíces de leguminosas (Fabaceae) y otras plantas (3). Dichos compuestos activan la expresión de los genes nod en los Rizobios, los cuales en ausencia de la planta mantienen un nivel bajo de expresión (4). La expresión de estos genes resultan en la secreción de moléculas como señales de respuesta por parte de las bacterias: Factores NOD (2).
2.Los factores Nod son percibidos por receptores en la epidermis de la raíz despolarizando la membrana, reiniciando el crecimiento de los pelos radiculares (5)  y determinando la especificidad entre el rizobio con su hospedero (2). Los pelos radiculares rodean a los rizobios y entran en contacto primero con conexiones débiles mediadas por proteínas de membrana y luego se establece una adhesión más fuerte que involucra fibras de Celulosa (4).
3.Los rizobios entran por la parte apical del pelo radicular donde las células se degradan gracias a la acción de los factores Nod (6). Se forma una estructura conocida como “hebra o hilo de infección” producto de la fusión de vesículas, que se extiende en el interior del pelo radicular y llega hasta el Córtex (botánica) de la raíz (6). En esta zona las células corticales aumentan su división, formando un primordio de nódulo. Tanto la formación de la “hebra de infección” como la formación del primordio de nódulo se da por la reiniciación del ciclo celular en células corticales ya diferenciadas (5).
4.Dentro del primordio de nódulo, la hebra de infección se ramifica y libera las bacterias dentro de las células del hospedero (la planta) (6). No obstante, los rizobios no están en contacto directo con el Citoplasma de las células del nódulo, éstos son rodeados por una membrana peribacteroide derivada del hospedero (7). Si esta membrana no se formara la planta iniciaría respuestas de defensa contra las bacterias y otros procesos que llevarían al desarrollo de nódulos no funcionales (7).
5.Inicialmente los rizobios se dividen rápidamente, y luego gracias a una señal de la planta, detienen su división y comienzan a diferenciarse en bacteroides, es decir, organelos endosimbióticos fijadores de nitrógeno (6). El tipo de nódulo que se forma depende de la planta, este puede ser indeterminado cuando hay una zona meristemática (Meristemo) persistente,  o determinado cuando no existe dicha zona de división celular activa (4).